# Pomace
Pomace (også pomaceolie eller sansaolie) er en madolie lavet af overskydende rester fra presning af oliven. Ordet pomace stammer formentlig fra latin ponum, som betyder frugt.
Udtræk af pomace fra allerede presset frugtkød og olivensten kaldes ekstrahering, og sker ved hjælp af kemiske opløsningsmidler, for eksempel hexan, eller petroleum. Efter presning opvarmes pomace for at få opløsningsmidlerne til at fordampe.
Pomace har ringere kvalitet end både ekstra jomfruolivenolie, jomfruolivenolie og olivenolie. Til gengæld har pomace et højere rygepunkt, det vil sige, at pomace er mindre tilbøjelig til at brænde på end jomfruolivenolie.
Pomace sælges ofte som et billigere alternativ til olivenolie af højere kvalitet. Prisen på olivenolie ændrer sig i takt med klimaforandringerne.
Olivenolie anvendes til madlavning og skønhedspleje. I ældre tider også anvendt til helbredelse af sygdomme ifølge Hippokrates.[kilde mangler]